# François Trouvé
François Trouvé (* 22. Dezember 1711 in Champagne-sur-Vingeanne; † 25. April 1797 in Vosne) war ein französischer Zisterzienser. Von 1748 bis 1797 amtierte er als Abt des Klosters Cîteaux.

## Leben
François Trouvé war ein Sohn des Notars François Trouvé und dessen Ehefrau Marie Moxive. Nach seinem Eintritt in das Kloster Cîteaux legte er dort 1731 (oder 1732) seine Profess ab, bevor er ein Studium am Collège des Bernardins in Paris begann. Seine Priesterweihe erhielt er am 25. Februar 1736 durch den Pariser Erzbischof Charles Gaspard Guillaume de Vintimille. Nach seiner Promotion zum Doktor der Theologie im April 1744 wurde er 1748 Konventualprior des Klosters La Clarté-Dieu. Am 25. November 1748 wurde er zum 62. und zugleich letzten Abt des Klosters Cîteaux gewählt, seine Benediktion erhielt er am 8. Juni 1749. Als die Abtei 1790 während der Französischen Revolution aufgehoben wurde, begab er sich zu Verwandten nach Vosne in der Nähe von Dijon, wo er über 85-jährig am 25. April 1797 starb.

## Publikationen
- Graduale Cisterciense, 1750. OCLC 257589081
- Breviarium Cisterciense, auctoritate reverendissimi DD. Abbatis Cisterciensis generalis editum, 1754. OCLC 931294007
- Pars Hiemalis, 1771. OCLC 1299307138
- De Imitatione Christi libri quatuor, auctoritate ... Abbatis Generalis Cisterciensis [Franciscus Trouvé] editi, 1772. OCLC 405038697